# Campionat britànic de motocròs 1974
La temporada de 1974 del Campionat britànic de motocròs fou la 23a edició d'aquest campionat, organitzat per l'ACU.

## Classificació final

### 500cc
| Posició | Pilot         | Motocicleta | Punts |
| ------- | ------------- | ----------- | ----- |
| 1       | Vic Allan     | Bultaco     | 58    |
| 2       | Vic Eastwood  | Maico       | 36    |
| 3       | John Banks    | CCM         | 36    |
| 4       | Andy Roberton | Husqvarna   | 26    |
| 5       | Malcolm Davis | Bultaco     | 21    |
| 6       | Ivan Miller   | Bultaco     | 20    |
| 7       | Stuart Nunn   | ČZ          | 17    |
| 8       | Jim Aird      | KTM         | 8     |
| 9       | Rob Taylor    | Suzuki      | 5     |
| 10      | Norman Barrow | CCM         | 4     |

1. 1 2  Segons una altra font, el tercer classificat en 500cc el 1974 va ser Andy Roberton.[1]

### 250cc
| Posició | Pilot           | Motocicleta | Punts |
| ------- | --------------- | ----------- | ----- |
| 1       | Vic Allan       | Bultaco     | 64    |
| 2       | Malcolm Davis   | Bultaco     | 42    |
| 3       | Ivan Miller     | Bultaco     | 37    |
| 4       | Andy Roberton   | Husqvarna   | 19    |
| 5       | Rob Taylor      | Maico       | 17    |
| 6       | John Banks      | OSSA        | 13    |
| 7       | Jim Aird        | KTM         | 10    |
| 8       | Vaughan Semmens | Bultaco     | 7     |
| 9       | Andy Ainsworth  | Bultaco     | 5     |
| 10      | Roger Harvey    | Yamaha      | 5     |

### 125cc
| Posició | Pilot           | Motocicleta | Punts |
| ------- | --------------- | ----------- | ----- |
| 1       | Bryan Wade      | Suzuki      | 69    |
| 2       | Graham Noyce    | Maico       | 24    |
| 3       | Terry Dyer      | Suzuki      | 22    |
| 4       | Malcolm Davis   | Bultaco     | 20    |
| 5       | Les Lloyd       | Aspes       | 20    |
| 6       | Chris Clark     | Yamaha      | 19    |
| 7       | Roger Harvey    | Yamaha      | 18    |
| 8       | Terry Challinor | Husqvarna   | 14    |
| 9       | Lewis Delve     | Husqvarna   | 7     |
| 10      | Rob Donaldson   | Suzuki      | 5     |